# Anna Maurizio

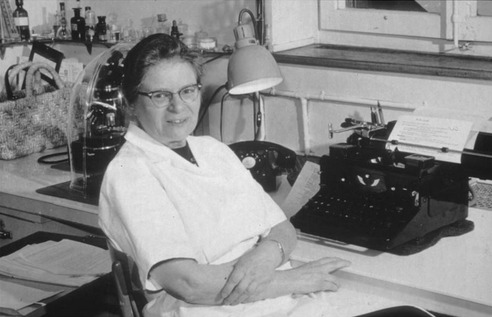
Anna Maurizio im Labor der Bienenabteilung in der Forschungsanstalt Liebefeld ca. 1960

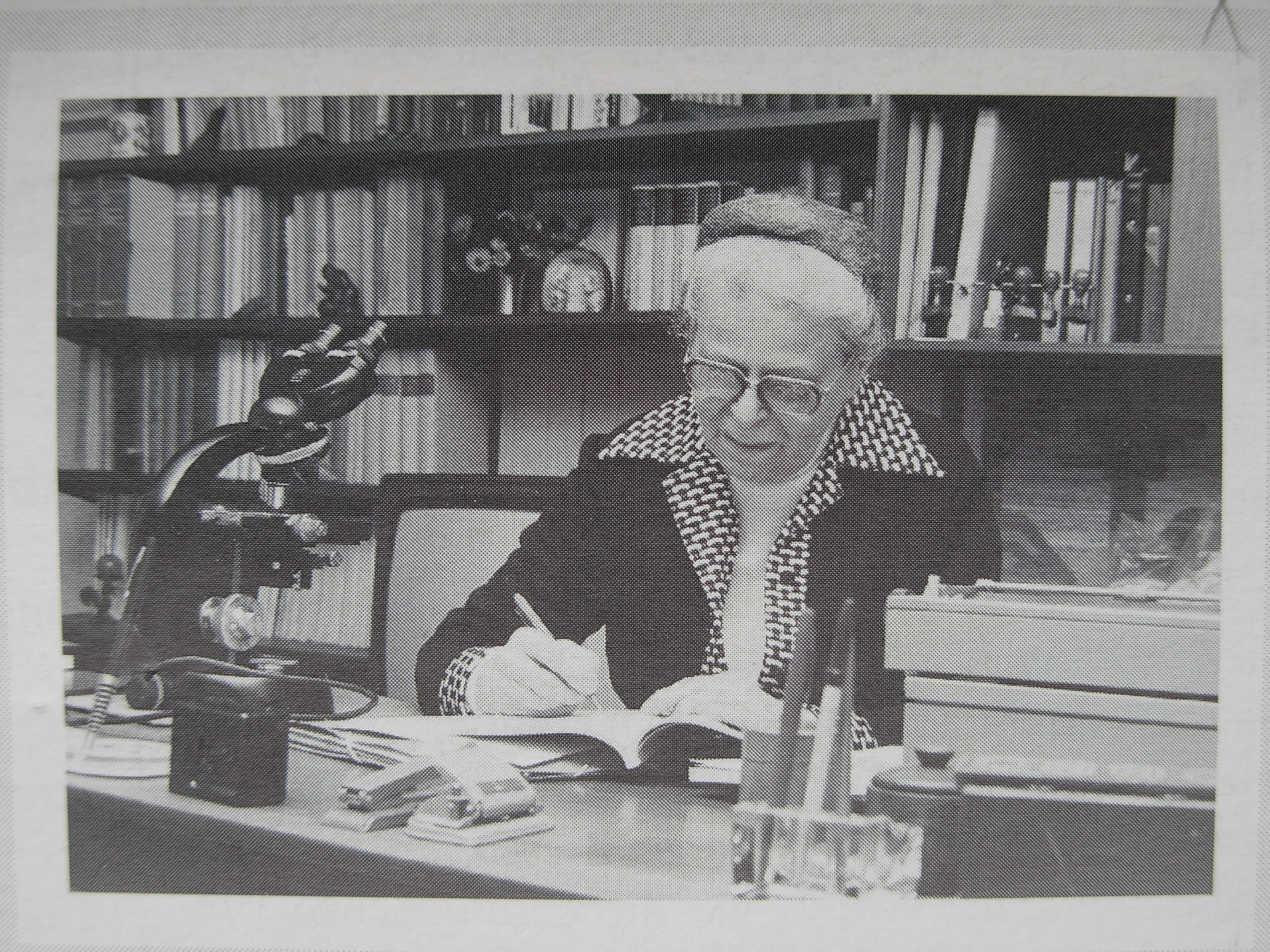
Anna Maurizio in ihrem Haus am Rosenweg in Liebefeld ca. 1970

Anna Maurizio (* 26. November 1900 in Lemberg; † 24. Juli 1993 in Liebefeld bei Bern) war eine Schweizer Bienenforscherin. Über drei Jahrzehnte arbeitete sie in der Bienenabteilung der Eidgenössischen Milchwirtschaftlichen und Bakteriologischen Anstalt Liebefeld. Sie prägte den Begriff „Bienenbotanik“ und entwickelte neue Methoden zur Bestimmung der Pollen im Honig.

## Stationen ihres Lebensweges
Anna Maurizio, Tochter des Botanikers und Kulturhistorikers Adam Maurizio, entstammte einem alten Geschlecht aus dem Kanton Graubünden. Ihre Vorfahren lebten seit Jahrzehnten als „Auslandsschweizer“ in Polen. 1900 wurde sie in Lemberg geboren. Sie besuchte dort mehrere Schulen bis zur Reifeprüfung und studierte Botanik und Entomologie an der Technischen Hochschule Lemberg. 1923 erwarb sie den Diplomtitel Agraringenieur. 1924 ging sie in die Schweiz und setzte ihr Studium an der Universität Bern fort. Dort wurde sie 1927 promoviert mit einer Dissertation über die Mehltaupilze der Gattung Podosphaera.
1928 übernahm Anna Maurizio eine Volontärstelle an der Eidgenössischen Milchwirtschaftlichen und Bakteriologischen Anstalt in Liebefeld bei Bern. Zunächst arbeitete sie dort über die Schädigungen des Emmentaler Käses durch Schimmelpilze. Ihr Interesse galt jedoch alsbald den mykologischen Problemen bei der Bienenhaltung. Nach 1930 wechselte sie als wissenschaftliche Mitarbeiterin in die Bienenabteilung der Liebefelder Forschungsanstalt und bearbeitete fortan die Kernprobleme auf dem Gesamtgebiet der Bienenkunde und Honigforschung. 1965 trat sie in den Ruhestand.

## Forschungsleistungen
Bei ihren mykologischen Arbeiten auf dem Gebiet der Bienenkunde untersuchte Anna Maurizio zunächst in Bienenstöcken verschiedene Pilzarten und prüfte deren Lebensbedingungen in Abhängigkeit von klimatischen Gegebenheiten. Im Mittelpunkt ihrer weiteren Forschungstätigkeit stand jedoch die Pollenanalyse von Honigen. Sie entwickelte neue mikroskopische Untersuchungsmethoden, um mit Hilfe der Pollenanalyse die geographische Herkunft von Honigsorten quantitativ zu bestimmen. Jahrzehntelang galt sie als die unbestrittene Expertin auf dem Gebiet der Honig-Pollenannalyse. Dieser Wissenszweig der Bienenkunde, die Melissopalynologie, erlebte mit ihren Forschungsarbeiten einen Quantensprung.
Anna Maurizio prägte den Begriff „Bienenbotanik“. Darunter verstand sie die Beziehungen zwischen den Bienen und der Pflanzenumwelt. Vor allem die Kenntnis der Trachtpflanzen, die Ernährungsphysiologie der Bienen, die Vergiftungen der Bienen durch Pflanzen und Pflanzenschutzmaßnahmen sowie die grundlegenden Beziehungen zwischen Bienenhaltung und Landbau sind Themenbereiche der Bienenbotanik. Auf allen diesen Gebieten war Anna Maurizio forschend tätig. Auf ihre Initiative hin wurde 1951 im Anschluss an den Bienenzüchterkongress in Leamington Spa (England) eine Internationale Kommission für Bienenbotanik gegründet, der sie als Präsidentin fast zwei Jahrzehnte vorstand.
Die Publikationsliste von Anna Maurizio umfasst 150 Beiträge in Fachzeitschriften und mehrere Schriften und Bücher. Als ihr Hauptwerk gilt Das Trachtenpflanzenbuch, ein gemeinsam mit Ina Grafl verfasstes Werk, ein Handbuch über Nektar und Pollen als die wichtigsten Nahrungsquellen der Honigbienen. Es ist erstmals 1969, dann in weiteren Auflagen erschienen. Nach Anna Maurizios Tod hat Friedgard Schaper 1994 eine vierte erweiterte Auflage herausgegeben.
Anna Maurizio gehört in die Reihe der herausragenden, auch international bekannten Bienenforscherinnen des 20. Jahrhunderts. Ihre wissenschaftliche Lebensleistung und Sammelobjekte aus ihrer Forschungstätigkeit hat in jüngerer Zeit Dorothea Brückner, Leiterin der Forschungsstelle für Bienenkunde an der Universität Bremen, im Rahmen der Ausstellung Darwins Schwestern vorgestellt. Diese als Wanderausstellung präsentierte Wissenschaftspräsentation war Anfang des Jahres 2009 im Haus der Wissenschaft in Bremen zu sehen. Nächster Ausstellungsort war das Roemer- und Pelizaeus-Museum in Hildesheim.

## Schriften
- Zur Biologie und Systematik der Pomaceen bewohnenden Podosphaeren. Diss. Univ. Bern 1927.
- Beobachtungen über die Lebensdauer und den Futterverbrauch gefangen gehaltener Bienen. Beitrag zur Methodik von Fütterungsversuchen. Mit statistischer Auswertung von A. Linder. Schweizerische Bienen-Zeitung 1946, Beiheft; H. 13 – Bd. 2.
- Pollenanalytische Untersuchungen an Honig und Pollenhöschen. Schweizerische Bienen-Zeitung 1949, Beiheft; H. 18 = Bd. 2.
- Weitere Untersuchungen an Pollenhöschen. Beitrag zur Erfassung der Pollentrachtverhältnisse in verschiedenen Gegenden der Schweiz. Schweizerische Bienen-Zeitung 1953, Beiheft; H. 20 = Bd. 2.
- Blüte, Nektar, Pollen, Honig. Verlag der Deutschen Bienenwirtschaft München 1960.
- Werner Kloft, Anna Maurizio und Walter Kaeser: Das Waldhonigbuch. Herkunft und Eigenschaften des Waldhonigs. Ehrenwirth Verlag München 1965; 2. erg. u. erw. Aufl. unter Mitarbeit von A. Fossel unter dem Titel Waldtracht und Waldhonig in der Imkerei. Herkunft, Gewinnung und Eigenschaften des Waldhonigs. Ebd. 1985.
- Anna Maurizio und Ina Grafl: Das Trachtpflanzenbuch. Nektar und Pollen – die wichtigsten Nahrungsquellen der Honigbiene. Ehrenwirth Verlag München 1969; 2. Aufl. 1980; 3. Aufl. 1982; 4. überarbeitete und wesentlich erweiterte Aufl. von Anna Maurizio und Friedgard Schaper, ebd. 1994.
- Der Honig. Herkunft, Gewinnung, Eigenschaften und Untersuchung des Honigs. Erste Auflage 1927 von Enoch Zander und Albert Koch. Völlig neu bearbeitet von Anna Maurizio. Handbuch der Bienenkunde in Einzeldarstellungen, 2. Aufl., Bd. 6, Verlag Eugen Ulmer Stuttgart 1975.